# Oudemans (krater)
Oudemans är en nedslagskrater på planeten Mars. Kratern har en diameter på ungefär 124 km.
1973 uppkallades den efter den nederländska astronomen Jean Abraham Chrétien Oudemans.